# Королівська Скарбниця

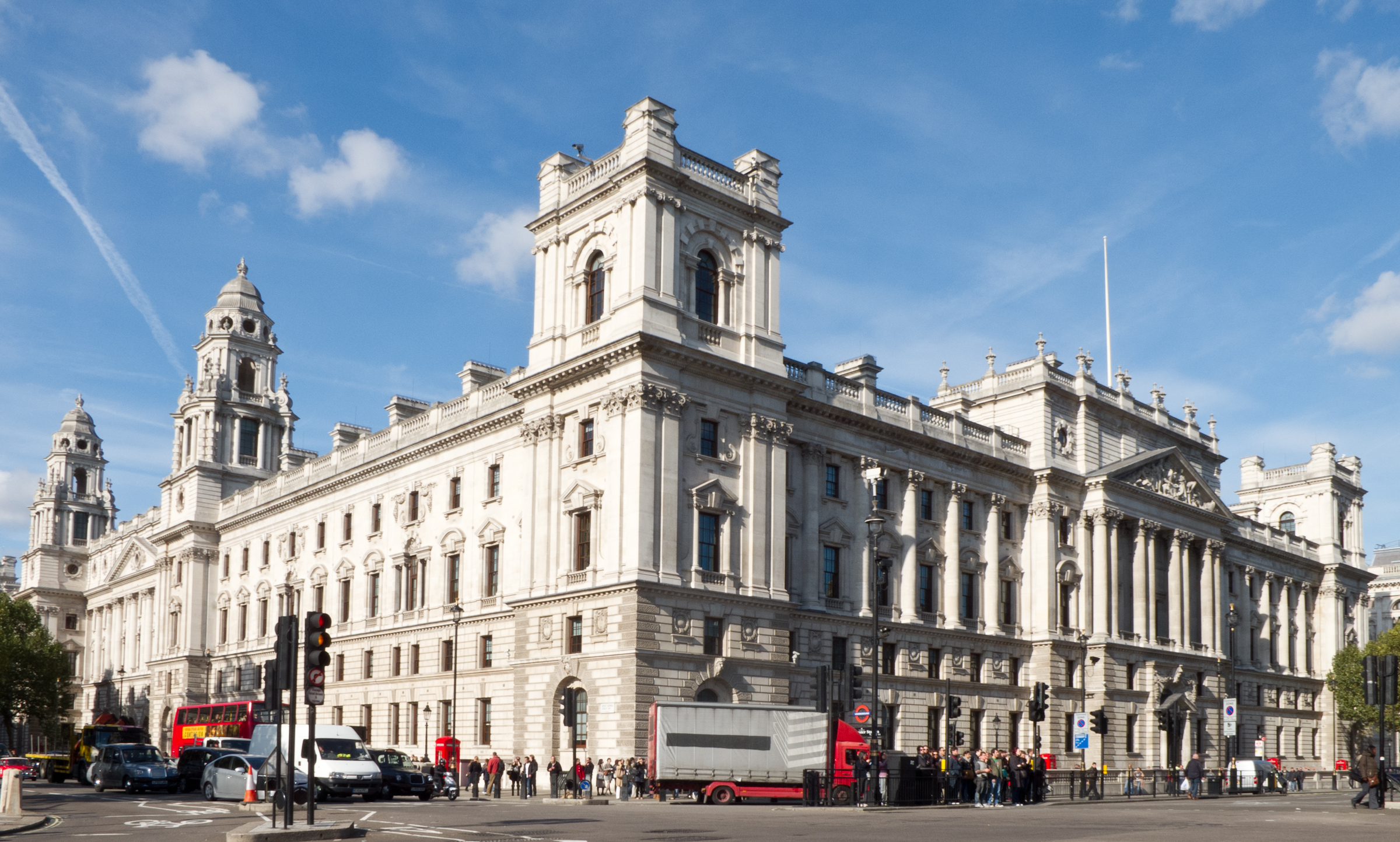

Королівська Скарбниця або Скарбниця Його Величності (англ. HM Treasury) — департамент уряду Великої Британії, що відає створенням та здійсненням економічної політики та політики стосовно державних фінансів.
Казначейство вперше було введено в дію (передано під контроль кількох осіб замість лише однієї) у травні або червні 1660 р. Першими уповноваженими були герцог Альбемарль, лорд Ешлі, (сер) В. Ковентрі, (сер) Дж. Данкомб і (сер) Т. Кліффорд. Після 1714 року казначейство завжди було в комісії. Комісарів називали лордами казначейства, і їм присвоювали номер залежно від стажу. Згодом першого лорда казначейства почали розглядати як природного главу уряду, а з Роберта Уолпола неофіційно обіймача цю посаду стали називати прем’єр-міністром. До 1827 року перший лорд казначейства, коли він був простолюдином, також обіймав посаду канцлера казначейства, тоді як якщо перший лорд був пером, другий лорд зазвичай виконував обов’язки канцлера. Проте з 1827 року канцлер казначейства завжди був другим лордом казначейства.
У той час, коли казначейство перебувало під керівництвом, кожен молодший лорд отримував по 1600 фунтів стерлінгів на рік. Головна будівля скарбниці розташована за адресою вулиця Кінної гвардії, 1.